# Serrat del Rector (Lladurs)
|  | Aquest article tracta sobre el Serrat del Rector de Lladurs. Vegeu-ne altres significats a «Serrat del Rector (Vilanova de Meià)». |

El Serrat del Rector és una serra situada al municipi de Lladurs (Solsonès), amb una elevació màxima de 792,1 metres.